# Homolobus armatus
Homolobus armatus är en stekelart som beskrevs av Van Achterberg 1979. Homolobus armatus ingår i släktet Homolobus och familjen bracksteklar. Inga underarter finns listade i Catalogue of Life.